# Mattinata (Leoncavallo)
Mattinata è una celebre romanza scritta da Ruggero Leoncavallo nel 1904 espressamente per l'allora Gramophone Company (oggi HMV). Primo interprete ne fu Enrico Caruso, nell'esecuzione registrata l'8 aprile 1904, con lo stesso Leoncavallo al pianoforte.

## Descrizione
Dopo di allora quest'aria è stata interpretata da quasi tutti i principali tenori ed è divenuta un classico dei concerti lirici.
Nel 1949 la versione di Vic Damone (You're Breaking My Heart) raggiunge la prima posizione nella Billboard Hot 100 per 4 settimane.
Nel 1962 la versione di Sergio Franchi, nell'album del suo debutto americano, Romantic Italian Songs (RCA Victor Red Seal, 1962), dopo appena tre mesi raggiunse la 17ª posizione nel Billboard Top 200. Nel 1998 (otto anni dopo la morte di Franchi) lo stesso album entrò nella classifica del Billboard 200.

## Libretto
L'aurora di bianco vestita

Già l'uscio dischiude al gran sol;

Di già con le rosee sue dita

Carezza de' fiori lo stuol!

Commosso da un fremito arcano

Intorno il creato già par;

E tu non ti desti, ed invano

Mi sto qui dolente a cantar.

Metti anche tu la veste bianca

E schiudi l'uscio al tuo cantor!

Ove non sei la luce manca;

Ove tu sei nasce l'amor.

Ove non sei la luce manca;

Ove tu sei nasce l'amor.